# Letov Š-3
 Letov Š-3 – czechosłowacki samolot myśliwski z okresu międzywojennego.

## Historia
W 1921 roku w wojskowej wytwórni lotniczej Letov opracowano dwa nowe samoloty myśliwskie oznaczone jako Š-3 i Š-4, których konstruktorem był Alois Šmolík. Pierwszy z tych samolotów był górnopłatem typu parasol; w dniu 5 listopada 1921 roku prawie gotowy prototyp spłonął w czasie pożaru zakładu. W związku z tym zbudowano drugi prototyp tego samolotu i był on gotowy na początku 1922 roku.
Prototyp został oblatany w 1922 roku. W 1922 roku samolot ten uczestniczył w Międzynarodowym Mitingu Lotniczym w Zurichu, gdzie w konkursie akrobacji lotniczych zajął siódme miejsce, a w precyzyjnym lądowaniu trzecie miejsce.
Pomimo tego, że spełniał on wszystkie warunki dla ówczesnych samolotów myśliwskich, nie podjęto jego produkcji seryjnej, gdyż uważano, że samoloty jednopłatowe nie są zbyt bezpieczne, jednocześnie w wytwórni zamówiono dwupłatowe samoloty Letov Š-4, które były opracowane i zbudowane w tym samym czasie.

## Użycie w lotnictwie
Samolot Letov Š-3 był używany tylko do testów w locie oraz występów na pokazach i konkursach lotniczych, był pilotowany przez Aloisa Ježeka.

## Opis techniczny
Samolot myśliwski Letov Š-3 był górnopłatem typu parasol o konstrukcji mieszanej: kadłub i usterzenie ogonowe był konstrukcji metalowej, natomiast skrzydła drewnianej. Kadłub mieścił odkrytą kabinę pilota, a przed nią umieszczono silnik. Napęd stanowił silnik rzędowy BMW IIIa, 6-cylindrowy, chłodzony cieczą. Podwozie klasyczne, stałe.
Uzbrojenie stanowiły 2 synchronizowane karabiny maszynowe Vickers kal. 7,7 mm umieszczone nad silnikiem po obu stronach kabiny.